# Naruto: Ninja Council
Naruto: Ninja Council, в Японии известная как Naruto: Saikyou Ninja Daikesshu (яп. ＮＡＲＵＴＯ－ナルト- 最強忍者大結集 Наруто: Сайкё: ниндзя дайкэссю) — серия видеогр в жанре «экшн» по мотивам популярной японской манги и аниме «Наруто». Все они были разработаны Aspect и выпущены компанией Tomy для игровых платформ Nintendo Game Boy Advance и Nintendo DS.

## Game Boy Advance

### Naruto: Ninja Council

Игровой процесс Naruto: Ninja Council

Naruto: Ninja Council — первая часть одноимённой серии, в которой можно управлять Наруто Удзумаки, Саскэ Утихой и Какаси Хатакэ. Вышла 1 мая 2003 года. Сюжет отдалённо соответствует первой части манги до экзамена на звание тюнина.

### Naruto: Ninja Council 2
Naruto: Ninja Council 2 — вторая игра на Game Boy Advance. Здесь игрок управляет Наруто, Саскэ и Сакурой Харуно, а также есть возможность открыть Рока Ли. Сюжет соответствует третьей части аниме.

## Nintendo DS
История данной игровой серии на платформе Nintendo DS начинается с третьей части — Naruto: Saikyou Ninja Daikesshu 3, которая была перенесена на платформу Nintendo DS. В Японии она была выпущена 21 апреля 2005 года под названием Naruto: Saikyou Ninja Daikesshu 3, а в Европе — спустя три года, 3 октября 2008 года как «Европейская версия» (Naruto: Ninja Council 2 European Version). Naruto: Ninja Council 3 вышла в Европе под названием Naruto: Ninja Council European Edition. В европейской версии отсутствуют персонажи Итати Утиха, Кисамэ Хосигаки и Цунадэ. Действие игры Naruto Shippuuden: Ninja Council 4 (в Японии Naruto Shippuuden: Saikyou Ninja Daikesshuu 5) происходит в рамках Naruto: Shippuuden, продолжения аниме «Наруто». Доступные персонажи включают Наруто, Рока Ли, Тэн-Тэн, Сикамару, Нэдзи, Тэмари, Гаару, Канкуро, Сакуру, Какаси, Цунадэ, Дзирайю, Итати, Кисамэ, Сасори и Дэйдару. Шестая часть Naruto Shippuuden: Saikyou Ninja Daikesshu Gekitotsu!! Naruto vs. Sasuke (яп. ＮＡＲＵＴＯ－ナルト- 疾風伝 最強忍者大結集!!ナルトVSサスケ Наруто: Сайкё: ниндзя дайкэссю гэкитоцу!! Наруто ба:сасу Сасукэ) была издана в Японии 4 июля 2008 года.

### Naruto Shippuden Ninjutsu Zenkai Chacrash
22 апреля 2010 года вышла следующая версия на японском языке под названием Naruto Shippuden Ninjutsu Zenkai Chacrash. В отличие от других версий эта игра — файтинг. В ней можно играть за 16 персонажей — Наруто, Сакуру, Сая, Сикамару, Какаси, Дзираю, Фукасаку, Оротимару, Саскэ, Карин, Дзюго, Суйгэцу, Итати, Дэйдару, Конан и Пэйна (Путь Бога).

## Отзывы
| Игра                              | GameRankings |
| --------------------------------- | ------------ |
| Naruto: Ninja Council             | 50,53 %      |
| Naruto: Ninja Council 3           | 56,96 %      |
| Naruto Shippuden: Ninja Council 4 | 54,70 %      |
| Naruto Shippuden: Shinobi Rumble  | 59,69 %      |